# فيكتور سالازار
فيكتور سالازار (بالإسبانية: Víctor Ezequiel Salazar)‏ (26 مايو 1993 سان ميغيل دي توكومان الأرجنتين - ) هو لاعب كرة قدم أرجنتيني، يلعب كمدافع، ولعب 9 مباريات.

## مسيرته

### مسيرته مع الأندية
- 2017 - ?? لعب مع Rosita, Texas [الإنجليزية]‏ 9 مباريات.

## روابط خارجية
- فيكتور سالازار على موقع قاعدة بيانات كرة القدم.إي يو (الإنجليزية)
- فيكتور سالازار على موقع Soccerway.com (الإنجليزية)